# Rovasaari (Parakka)
Rovasaari is een eiland in de Zweedse Kalixälven. Het heeft geen oeververbinding. Het heeft een oppervlakte van ongeveer 10 hectare.